# Ліпа (Цехановський повіт)
Ліпа (пол. Lipa) — село в Польщі, у гміні Реґімін Цехановського повіту Мазовецького воєводства.
Населення — 214 осіб (2011).
У 1975-1998 роках село належало до Цехановського воєводства.

## Демографія
Демографічна структура станом на 31 березня 2011 року:
|          | Загалом | Допрацездатний вік | Працездатний вік | Постпрацездатний вік |
| -------- | ------- | ------------------ | ---------------- | -------------------- |
| Чоловіки | 107     | 24                 | 73               | 10                   |
| Жінки    | 107     | 28                 | 59               | 20                   |
| Разом    | 214     | 52                 | 132              | 30                   |